# Кугимия, Риэ
Риэ Кугимия (яп. 釘宮 理恵 Кугимия Риэ, родилась 30 мая 1979 г.) — японская сэйю, родилась в г. Осака, выросла в г. Кумамото, Япония. Работает в компании I’m Enterprise.
В 1997 году Кугимия участвовала в 1-й Seiyu Summer School, организованной институтом сэйю Nichinare, где она получила приз от фирмы I’m Enterprize и передачи Watasitati, tobimasu (私たち、翔びます!). После этого она устроилась в I’m Enterprize, где и работает по настоящее время.
В качестве сэйю она дебютировала в 1998 году в компьютерной игре étude prologue 〜揺れ動く心のかたち〜. А в следующем, 1999 году, дебютировала в аниме с ролью в сериале Kyorochan.
Среди многочисленных ролей Кугимии особое место занимают роли цундэрэ, которых она сыграла уже немало. В качестве примера можно привести таких персонажей, как Тайга («Торадора!»), Сяна (Shakugan no Shana), Луиза (Zero no Tsukaima), Юхи (Akaneiro ni Somaru Saka), Наги (Hayate the Combat Butler) и др. По этой причине её даже называют «Королева цундэрэ» (ツンデレの女王, см. напр. ).
Но её репертуар не ограничивается одними лишь ролями цундэрэ. Она играла персонажей с самыми различными характерами. Приходилось ей также играть мужские роли. Неоднократно также доводилось играть несколько ролей в одном аниме (например, Мэрона и Лана в Queen’s Blade, Алиса и Тэнноудзи Тока в Nogizaka Haruka no Himitsu: Purezza, Дайти Каори и «Magical Diva» в Ladies versus Butlers!).
Кугимия является лауреатом двух премий Seiyu Awards. В 2008 году, на 2-й церемонии вручения премии, она получила премию за роль второго плана, а в следующем, 2009 году, на 3-й церемонии — премию за главную роль.
Её любимая еда — личи, ливер, лапша. Нелюбимая еда — грибы сиитакэ, и такая липкая пища, как натто и бамия. Любимые фильмы — «Онг Бак: Тайский воин», «Рождённый сражаться», «Шаолиньский футбол», «Разборки в стиле кунг-фу», любимое аниме — «Стальной алхимик».
Увлекается садоводством. У неё есть две собаки породы йоркширский терьер по кличке Массю и Марон.

## Значительные роли

### Аниме
Главные роли выделены жирным.
1999—2001
- Excel Saga — Юкари
- Figure 17 — Мина Савада
- Galaxy Angel — Тибита
- Hand Maid May — Рэна
- Megami Kouhosei — Икни Аллекто
- Nanchatte Vampiyan — Мори
- Super GALS! — Саё Котобуки
- Vandread: The Second Stage — Ширли

2002
- Cosplay Complex — Дельмо
- Gravion — Бригетта
- Pita-Ten — Кобоси Уэмацу
- Rizelmine — Ризэль Иваки
- The Twelve Kingdoms — Тайки, Канамэ Такасато в детстве
- Wagamama Fairy Mirumo de Pon! — Мурумо

2003
- Astro Boy — Нянко
- Candidate for Goddess — Ихний Аллекто
- Konjiki no Gash Bell!! — Тио
- Rockman.EXE — Анетта
- «Стальной алхимик» — Альфонс Элрик

2004
- Burn Up Scramble — Мая Дзингу
- Canvas 2 — Харуна (12 серия)
- Gakuen Alice — Хотару Имаи
- Gravion Zwei — Бригетта
- Ichigeki Sacchuu!! Hoihoi-san — Комбат-сан
- Magical Girl Lyrical Nanoha — Алиса Баннингс
- Major — Дайсукэ Комори
- Maria-sama ga Miteru — Того Мацудайра
- Midori Days — Кота Сингёдзи
- Mirmo! — Мулу
- Ninin Ga Shinobuden — Мияби
- Yakitate!! Japan — Моника
- «Блич» — Карин Куросаки, Куроцути Нэму и Лили

2005
- Bokusatsu Tenshi Dokuro-chan — Сабато Михасиго
- Elemental Gelade — Тилулу (Тикл Сильваторс)
- Magical Girl Lyrical Nanoha A's — Алиса Баннингс
- MÄR — Бэль
- Okusama wa Mahou Shoujo — Мика Симидзу
- Shakugan no Shana — Сяна
- Trinity Blood — Питер
- Xenosaga — Мэри Гудвин
- «Нелюбимый» — Сакагами Коя

2006
- Buso Renkin — Виктория
- Chocotto Sister — Юрика Ханаямада
- Digimon Savers — Икуто Ногути
- Ghost Hunt — Масако Хара
- Gintama — Кагура
- Glass no Kantai — Ральф
- Honey and Clover — Синобу Морита в детстве
- Otogi-Juushi Akazukin — Ринго Киносита
- Tokimeki Memorial ~Only Love~ — Момо Айкава
- Utawarerumono — Камю
- Zero no Tsukaima — Луиза

2007
- Deltora Quest — Нэрида
- Hayate the Combat Butler — Наги Сандзэнъин
- Heroic Age — Майл
- Hidamari Sketch — Тика
- Mobile Suit Gundam 00 — Нэна Тринити
- Oh! Edo Rocket — Сюмпэй
- Potemayo — Нэнэ Касугано, Томари Сэки
- Rental Magica — Микан Кацураги, Каори Кацураги
- Shakugan no Shana II — Сяна
- Zero no Tsukaima ~Futatsuki no Kishi~ — Луиза

2008
- Akaneiro ni Somaru Saka — Юхи Катагири
- Hakushaku to Yousei — Мериголд
- Hidamari Sketch × 365 — Тика
- Kemeko Deluxe! — Мисаки Хаякава
- Kurogane no Linebarrels — Идзуна Эндо
- Kyouran Kazoku Nikki — Змеюка Мудзяки
- Mnemosyne: Mnemosyne no Musume-tachi — Мими
- Mobile Suit Gundam 00 — Нэна Тринити
- Nabari no Ou — Михару Рокудзё
- Rosario + Vampire — Мидзорэ Сираюки
- Shugo Chara!! Doki — Юа Сакураи
- Wagaya no Oinarisama — Сиро
- Zero no Tsukaima: Princesses no Rondo — Луиза
- Zettai Karen Children — Мио, Момотаро, молодой Минамото, Наги
- «Торадора!» — Тайга Айсака

2009
- Basquash! — Флора Скайблюм
- Fairy Tail — Хэппи
- Fullmetal Alchemist: Brotherhood — Альфонс Элрик
- Hayate no gotoku!! — Наги Сандзэнъин
- Jigoku Shoujo Mitsuganae — Синохара Усаги
- Umineko no Naku Koro ni («Когда плачут чайки») — Сянон
- Kanamemo — Мика Кудзиин
- Maria-sama ga Miteru — Токо Мацудайра
- Nogizaka Haruka no Himitsu: Purezza — Тэннодзи Тока, Алиса
- Queen’s Blade — Мелона, Лана
- Saki — Юки Катаока
- «Характеры-хранители» — Юа Сакураи
- «Хеталия и страны Оси» — Лихтенштейн

2010
- Dance in the Vampire Bund — Хистерика
- Hidamari Sketch × Hoshi Mittsu — Тика
- Hyakka Ryouran Samurai Girls — Юкимура Санада
- Inazuma Eleven — Уцуномия Торамару
- Ladies versus Butlers! — Каору Даити, Девочка-Волшебница Дива
- Mobile Suit Gundam 00 The Movie: A Wakening of the Trailblazer — Мина Кармин
- Ookami-san to Shichinin no Nakama-tachi — Мими Усами
- Shakugan no Shana S — Сяна
- Toaru Majutsu no Index II — Агнеса Санстис

2011
- Astarotte no Omocha! — Астаротта
- Dragon Crisis! — Роза
- Fairy Tail (OVA) — Хэппи
- Gintama — Кагура
- Heart no Kuni no Alice — Алиса
- Hidan no Aria — Канадзаки Ария
- Kaitō Tenshi Twin Angel — Куруми Хадзуки (Белый Ангел)
- Kyousogiga — Кото
- Persona 4: The Animation — Рисэ Кудзикава
- Shakugan no Shana III — Сяна
- The Idolmaster — Иори Минасэ
- Toradora! Bento no Gokui — Тайга Айсака

2012
- Arashi no Yoru ni: Himitsu no Tomodachi — Мэй
- Haiyore! Nyaruko-san — Хастур
- Kill Me Baby — Девочка-без-имени
- Kingdom — Карио Тэн
- Koi to Senkyo to Chocolate — Юйна Осава
- Recorder to Randoseru — Ацуми Миягава
- Robotics;Notes — Айри
- Shining Hearts — Милти
- Zero no Tsukaima F — Луиза

2013
- Freezing Vibration («Заморозка», сезон 2) — Кэсси
- Gekijouban Gintama Kanketsuhen: Yorozuya yo Eien Nare («Гинтама», фильм второй) — Кагура
- Haiyore! Nyaruko-san W — Хастур
- Hayate no Gotoku! Cuties («Хаятэ, боевой дворецкий», сезон 4) — Наги Сандзэнъин
- Hyakka Ryouran: Samurai Bride — Юкимура Санада
- Kyousougiga — Кото
- RDG Red Data Girl — Сатору Вамия

2016
- Nobunaga no Shinobi — Нэнэ[англ.]

2018
- Darling in the Franxx — 001

2019
- Fruits Basket — Кагура Сома
- Hello World — Карасу
- «Бригада пылающего пламени» — Хамэа

2020
- Listeners — Нир
- Mewkledreamy — Юни

### Игры
- Akai Ito — Цудзура Вакасуги
- Akaneiro Somaru Saka: Parallel — Юхи Катагири
- Arknights — Irene
- Azur Lane — HMAS Vampire, HMS Formidable
- Da Capo II: Plus Situation/Plus Communication — Эрика Мурасаки
- Dissidia Final Fantasy Opera Omnia — Палом, Пором
- Fate/Grand Order — «Нобунага Ода» и Клеопатра
- Final Fantasy IV DS — Палом, Пором
- Genshin Impact — Неизвестное Божество
- Girls' Frontline[англ.] — G41
- Granado Espada — Клэр
- Guns Girl — Киана Каслана
- Honkai Impact 3rd — Kiana Kaslana
- THE iDOLM@STER — Иори Минасэ
- Infinite Undiscovery — Вика
- Konjiki no Gash Bell — Тиа и Мэгуми Оуми
- League of Legends — Энни
- Luminous Arc 2 Will — Карэн
- Mobile Suit Gundam 00: Gundam Meisters — Нэна Тринити
- Nogizaka Haruka no Himitsu: Cosplay Hajimemashita — Мияма Аянэ
- Pangya — Кох
- Persona 4 — Рисэ Кудзикава
- Punishing: Gray Raven — Luna
- Red Thread — Цудзура Вакасуги
- Riviera: The Promised Land — Эин
- Rune Factory: A Fantasy Harvest Moon — Мэй
- Shikigami no Shiro — Исэ Нагино
- Star Ocean: The Second Evolution — Прецис Ф. Нейман
- Tales of Berseria — Лафицет/Безымянный
- Tales of Symphonia: Knight of Ratatosk — Марта
- Wonderland Online — Энрэй
- Valkyrie Anatomia -The Orign- — Альфонс Элрик
- Valkyrie Profile: Toga wo Seou Mono — Тилт, Мишель, Мирей
- X-Blades — Аюми
- Xenosaga — Мэри Гудвин
- Серия Yakuza — Харука Савамура
- Игры по «Стальному алхимику» — Альфонс Элрик